# Plantago tomentosa
Plantago tomentosa är en grobladsväxtart. Plantago tomentosa ingår i släktet kämpar, och familjen grobladsväxter.

## Underarter
Arten delas in i följande underarter:
- P. t. napiformis
- P. t. tomentosa